# Pararistolochia peninsulensis
Pararistolochia peninsulensis är en piprankeväxtart som beskrevs av Michael J. Parsons. Pararistolochia peninsulensis ingår i släktet Pararistolochia och familjen piprankeväxter. Inga underarter finns listade i Catalogue of Life.